# Потоцкий, Мечислав Станиславович
Мечислав Станиславович (Мечислав Франтишек Юзеф) Потоцкий, пол. Mieczysław Franciszek Józef Potocki (12 ноября 1799, Тульчин — 26 ноября 1878, Париж) — польский аристократ и магнат, авантюрист, владелец Тульчина. После получения отцовского наследства считался самым богатым поляком середины XIX века.

## Биография
Представитель польского магнатского рода Потоцких «герба Пилява». Второй сын крупного польского магната Станислава Щенсного Потоцкого (1753—1805) и Софии Константиновны Глявоне-Витт (1760—1822)
Вырос и получил воспитание в родительском доме. По мнению некоторых, был любимым сыном Софии, другие утверждают, что он был ею отвергнут. Жил в разладе с братьями и сестрами. В ходе семейного конфликта, вызванного захватом Мечиславом в 1820 году Тульчина, предназначенного его старшему брату Александру, его мать заявила, что он — сын насильника Караколли, который напал на неё во время медового месяца в окрестностях Венеции. Мечислав отличался от других детей Станислава Щенсного по внешности и имел вспыльчивый характер. Мечислав выгнал свою мать из дома, и семейная распря стала известна при императорском дворе в Санкт-Петербурге. Вначале царь Александр I Павлович приговорил Мечислава к ссылке в Сибирь, но под влиянием друзей Мечислава приговор был отменен. Возможно, значение имела популярность М. Потоцкого в кругах польской знати. В конце концов Мечислав Потоцкий был приглашен к царскому двору, где при поддержке своей матери был зачислен в императорскую гвардию и получил придворное звание камер-юнкера. Вскоре Мечислав Потоцкий самовольно оставил столицу и вернулся в Тульчин. В 1822 году принимал в своей тульчинской резиденции самого российского императора Александра I.

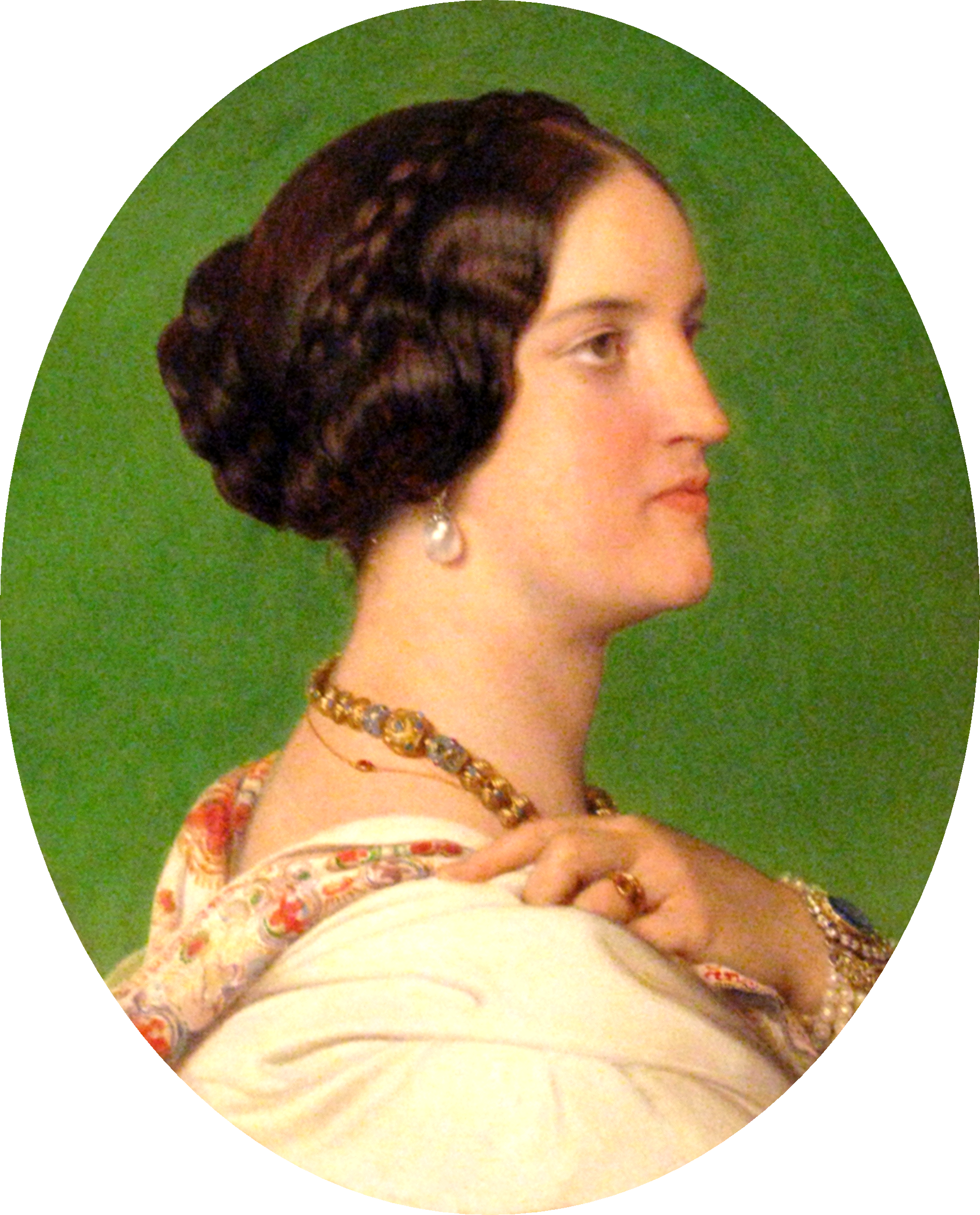
Дельфина Потоцкая на портрете П. Делароша (1849)

В 1825 году Мечислав Потоцкий женился в Куриловцах на Дельфине Комар (1807—1877), старшей дочери Станислава Комара (1776—1832) и Гонораты Орловской. Католический обряд венчания состоялся 7 ноября в Вержбовце. У супругов родились две дочери, которые скончались в младенчестве. Мечислав был недоволен своей женой, которая не могла родить ему законного наследника. Потоцкий бил жену и морил её голодом.
Во время Польского восстания 1830 года Дельфина уехала во Францию, покинув своего мужа. Брачный союз распался. До конца жизни Мечислав Потоцкий выплачивал своей первой жене пенсию в размере 100 тысяч франков в год.
В 1828 году, когда началась русско-турецкая война, император Николай I Павлович выехал на Украину и прибыл в Одессу. Во время театрального представления Мечислав похитил жену полковника Меллер-Закомельского. Влюбленные уехали в Тульчин, а возмущенный император отправил за ними погоню, а затем приказал заточить баронессу в женский монастырь в Херсоне. Мечислав Потоцкий был выслан в Воронеж, где принял решение об эмиграции во Францию. После продажи Тульчина царской казне получил заграничный паспорт. Однако тогда Тульчин не был продан из-за отказа царя на выплату дополнительной суммы золотом и ассигнациями.
В 1829 году Мечислав Потоцкий прибыл во Францию, где установил отношения с местными банкирами и перевел большую часть капитала. Во время польского восстания находился во Франции и не предпринял никаких действий в помощь повстанцам. Позднее вынужден был вернуться в Россию из-за угрозы конфискации имущества. Пытался получить разрешение от русских властей на выезд во Францию и перевод туда имущества. Болезненно скупой, оказался втянут в многочисленные судебные конфликты.
В 1843 году суд в Каменце-Подольском объявил о расторжении брака Мечислава Потоцкого с Дельфиной Комар. В 1844 году вторично женился в Киеве на Эмилии Свейковской (1820—1894). Эмилия была любовницей киевского губернатора. Мечислав обещал передать Эмилии миллион рублей за рождение сына. 28 февраля 1845 года в Тульчине родился законный наследник Мечислава — Николай Щенсный (1845—1921). После рождения сына в доме Потоцких часто возникали конфликты, предметом которых было здоровье Николая. Мечислав навязчивым образом вмешивался в воспитание наследника и вредил ему. В результате избиения Эмилии, её сестры, матери и сына, брак фактически распался.

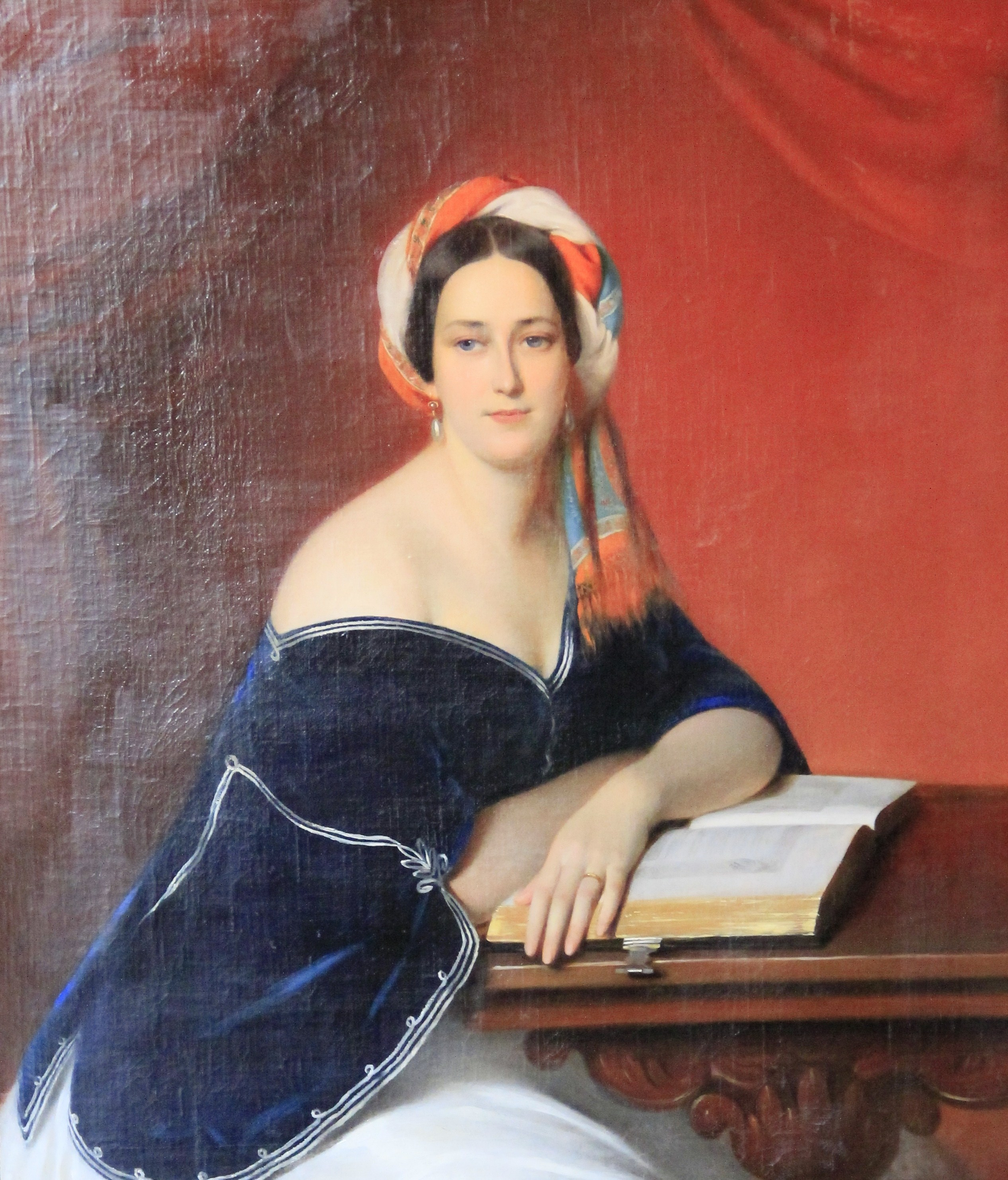
Эмилия Потоцкая на портрете Г. Гольпейна (1845)

Эмилия потребовала развода, компенсации и наказания для супруга. В это время в Киеве находился сам российский император Николай I, в отношении которого Мечислав нарушил правила этикета. Данный факт и жалобы местных жителей на Мечислава за многочисленные обманы привели к его аресту. Мечислав Потоцкий был выслан в Саратов и должен был заплатить компенсацию в размере 180 тысяч рублей. Ему было обещано сократить срок ссылки за принятие православия и выплату компенсации всем пострадавшим. Чтобы принять православное крещение, Мечислав Потоцкий должен был изучить католические догмы, которые он не знал, а затем православные, принять имя Михаил и крестить своего сына Николая по православному обряду. Несмотря на то, что Мечислав выполнил все условия, срок ссылки не был сокращен.
В 1846 году в ссылке скончалась от холеры внебрачная дочь Потоцкого, а через несколько дней Мечислав попытался бежать из Саратова. Бегство не удалось, и Потоцкий был перевезен в Воронеж, где он провел пять лет. После очередной неудачной попытки побега Потоцкого доставили в Вятку, откуда он также попытался бежать. Затем его поместили в крепость Шлиссельбург, из которой он, согласно разным источникам, бежал в 1858 или 1859 году, подкупив коменданта. По морю Потоцкий прибыл в Пруссию и Данию, откуда прибыл в Париж, где проживал постоянно. В бегстве Мечиславу помогал его любимый, но внебрачный сын Григорий, который сопровождал отца во время ссылки. В 1871 году Григорий Потоцкий скончался после событий Парижской Коммуны.
15 января 1869 года Мечислав Потоцкий продал Тульчин за 1 845 516 рублей своей племяннице Марии (1839—1882), дочери Болеслава Потоцкого, жене Григория Строганова, который 9 декабря 1874 года продал город русскому правительству за 3,5 миллиона рублей.
26 ноября 1878 года 79-летний Мечислав Потоцкий скончался в Париже.